# سوزان روزنکویست
سوزان روزنکویست (انگلیسی: Susanne Rosenqvist؛ زادهٔ ۲۶ نوامبر ۱۹۶۷) قایقران کانو اهل سوئد است.